# واودمنگ
واودمنگ (به فرانسوی: Vaudemange) یک کامین در فرانسه است که در Canton of Suippes واقع شده‌است.

## خصوصیات
واودمنگ ۱۳٫۱۲ کیلومترمربع مساحت و ۲۰۷ نفر جمعیت دارد و ۱۰۰ متر بالاتر از سطح دریا واقع شده‌است.